# Ботанический сад Триеста
Ботанический сад Триеста (итал. Orto botanico di Trieste) — городской ботанический сад в Триесте (Италия). Основан в 1842 году, расположен в западной части холма Чиадино.

## История
На его нынешнем месте Ботанический сад был образован в 1842 году муниципалитетом Триеста на основе сада, образованного в 1828 году химиком, фармацевтом и ботаником Бартоломео Биазолетто, которому было поручено проводить эксперименты, направленные, в частности, на приживление австрийской чёрной сосны на местном Карсте.
Расширение территории вместе с выращиванием множества местных видов цветов, типичных для Венеции-Джулии и соседних регионов, началось с 1861 года благодаря работе Муцио Томмазини. Томмазини не только занимал видные политико-административные должности в Триесте в середине XIX века, но и был авторитетным ботаником, который привнёс в ботанический сад научный подход, проводя в нём важные исследования и окружая себя кругом энтузиастов, включая Элизу Брейг, Раймондо Томинц и Карло Марчесетти. В 1903 году сад был преобразован в городское учреждение.
В 1920—1960-е годы в сад внесли свой вклад такие ведущие деятели итальянской науки и естествознания, как Марио Стента, Джузеппе Мюллер, Карло Лона и Эдоардо Гриделли. Однако позже наступил «чёрный» период учреждения и в 1986 году ботанический сад был фактически закрыт из-за недостатка средств. В 1991 году начались ремонтные работы. Часть сада открылась для публики в 2001 году.

## Описание
В Ботаническом саду Триеста выращивается около 1 200 видов растений. Основной целью учреждения по-прежнему остаётся сбор и каталогизация специфических видов флоры Венеции-Джулии и соседних регионов. Со временем был добавлен раздел, посвящённый лекарственным растениям. В специальных резервуарах и теплицах выращиваются водные и болотные растения.
Ботанический сад занимается поставкой семенного материала для аналогичных органов и институтов, как итальянских, так и зарубежных. В этом контексте Городской ботанический сад ежегодно публикует Index Seminum, в котором постоянно перечисляются со всеми собранными данными различные виды, семена которых может сад предложить. Первая такая публикация вышла в 1877 году от Томмазини и Томинца под названием Delectus Seminum quae Hortus Botanicus Tergestini pro relative communicatione offert. Публикация Index Seminum была приостановлена из-за временного закрытия сада и возобновлена в 1996 году.
Благодаря своим особенностям ботанический сад предлагает идеальную среду обитания для различных видов фауны. Под эгидой Триестского отделения Всемирного фонда дикой природы здесь был запущен «Проект гнёзд» по размещению убежищ для птиц, летучих мышей, ежей и ломкой веретеницы.

## Галерея

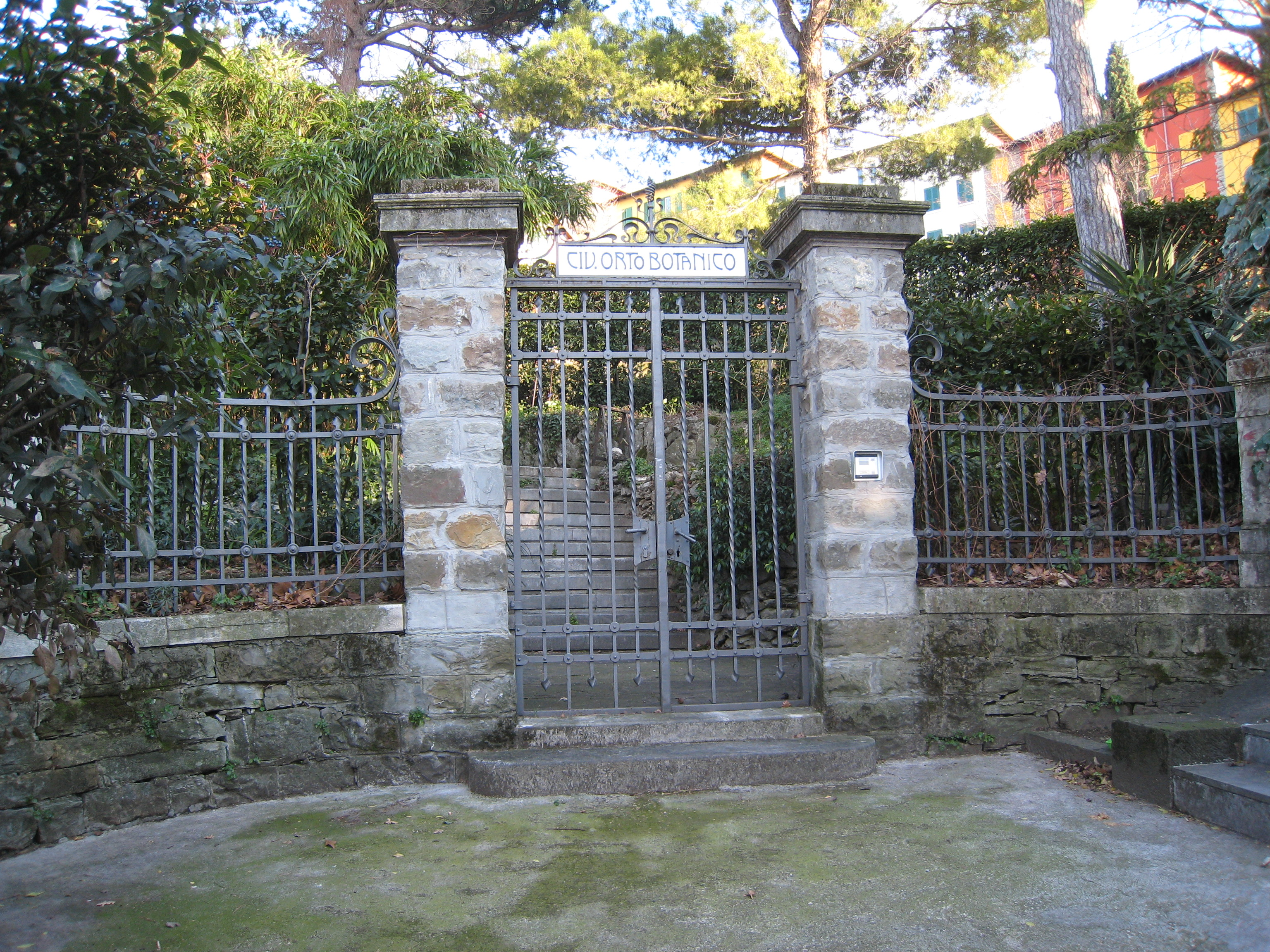
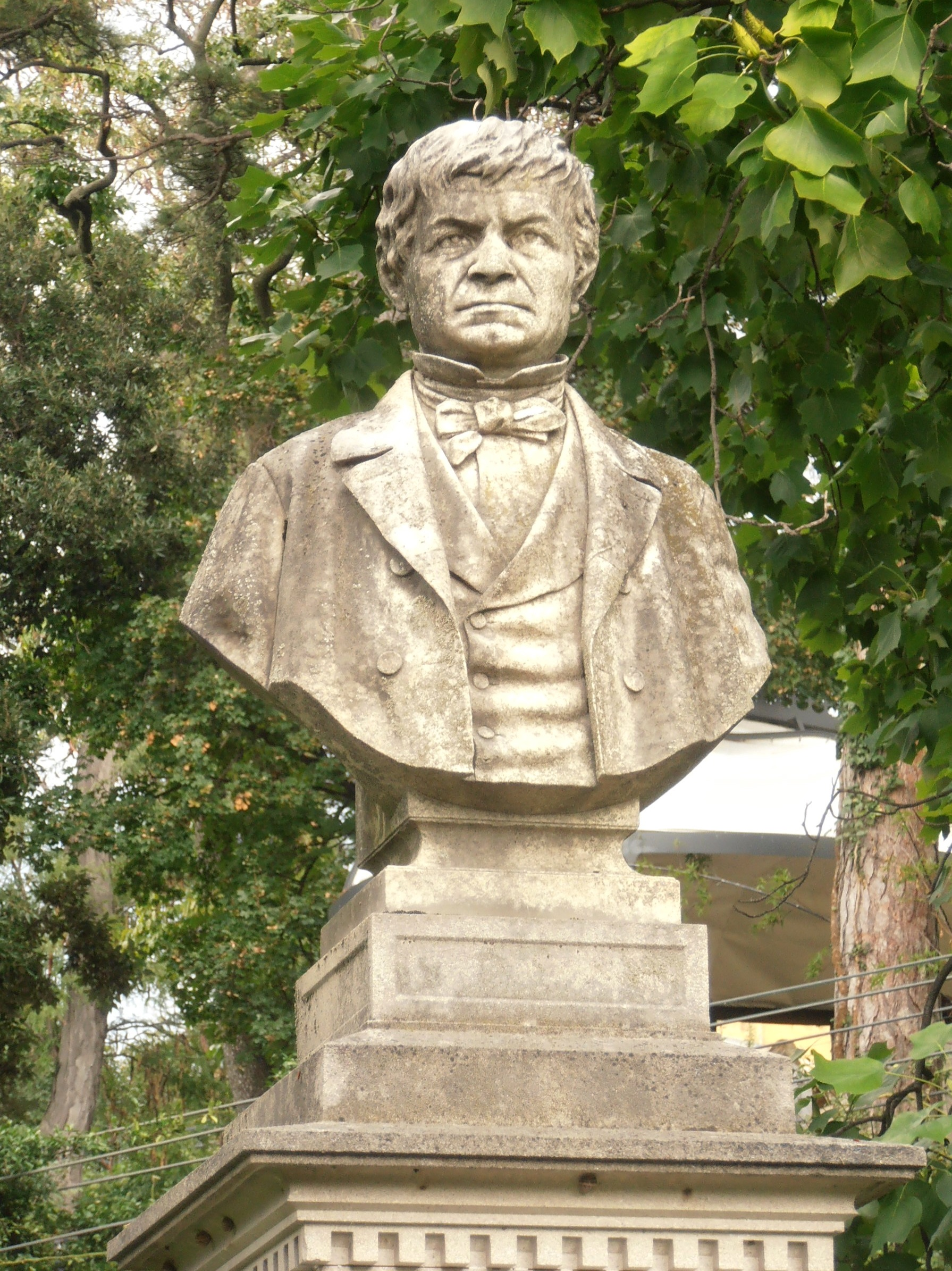
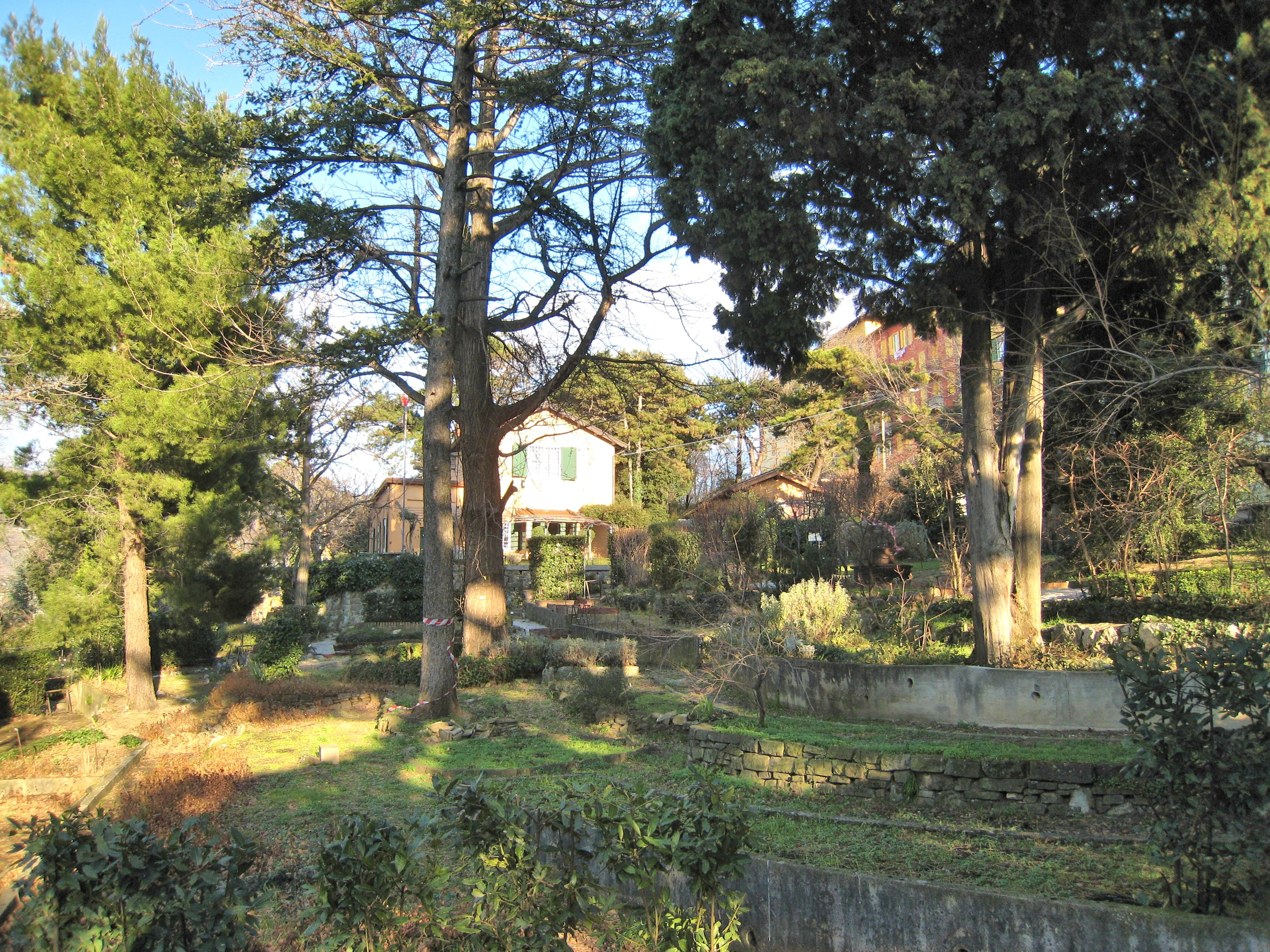
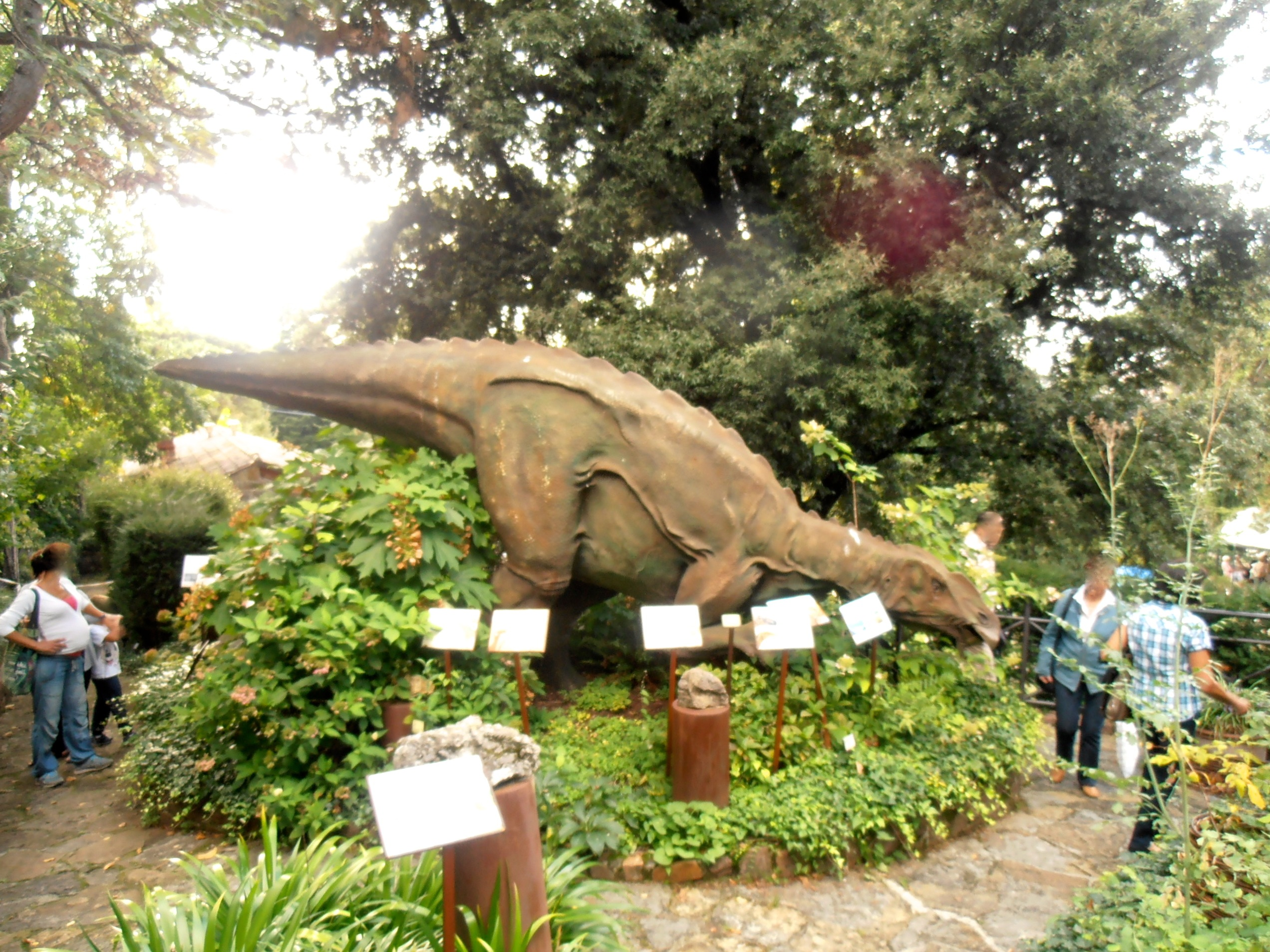